# No Name
No Name è un fumetto italiano ideato da Davide Barzi (soggettista e sceneggiatore) e Oskar (disegnatore). La serie è stata pubblicata per i primi due numeri dall'editrice Epierre e per i successivi dalle Edizioni IF: consta di quattro numeri (usciti tra il 2000 e il 2004), più un numero zero risalente al 1997.
La serie è da intendersi come parodia dei supereroi, grazie soprattutto al personaggio principale il cui nome dà anche il titolo al fumetto: No Name. In realtà No Name è un'abbreviazione del suo nome vero, Masakatsu no Name.

## Volumi

### Il numero zero
Il personaggio, nella prima storia, è un aspirante supereroe giapponese piuttosto maldestro e sfortunato che ha assorbito una massiccia dose di radiazioni, che però hanno avuto l'unico effetto di renderlo incredibilmente obeso, facendolo assomigliare a un lottatore di sumo. La sua prima missione sarà anche l'ultima dato che finirà ucciso dal supercriminale che intendeva affrontare per dimostrare il suo valore, Krug O' Dyle, che ha dalla sua un largo seguito di fan (cosa che implica che lui è un personaggio dei fumetti già affermato mentre No Name no).
Ironicamente, la vera "vita" di No Name inizia solo dopo la sua morte: trovata una comoda fossa al Cimitero dei Supereroi, ne verrà sloggiato per non avere pagato l'affitto e da qui iniziano le sue avventure, via via più bizzarre e strampalate nonché ricche di omaggi e parodie di vario genere. Va anche detto che in questa fase il personaggio sembra prendere di mira il celebre supereroe non-morto Spawn: oltre a condividere con lui lo status di morto vivente, indossa pure un costume con tanto di catene e lungo mantello sdrucito.

### N°1: Clinicamente morto(2000)
Il corpo di No Name (in grado di muoversi e parlare, anche se l'intelletto non è certo il suo forte) viene trafugato dal cimitero da una coppia di profanatrici di tombe: si scoprirà che esse sono al servizio della dottoressa Rottenmeier, la quale gestisce una clinica per supereroi che in realtà è un traffico clandestino di super-organi da rivendere a prezzi altissimi. No Name riesce a sfuggire al suo destino, ma solo momentaneamente: in realtà sotto il traffico nascosto di organi esiste anche una seconda facciata. La dott.ssa Rottenmeier trafuga i poteri dei supereroi per donarli a sé e alle sue assistenti: essa in realtà è una pianta vivente e umanoide che nel lontano passato fece un patto con la figlia di una strega, Ilona (il flashback è raccontato come se fosse una fiaba nello stile dei fratelli Grimm), e che ora vuole conquistare il mondo. La pianta, Ilona (ora anziana), assieme a Zorga e Rady (le due assistenti) formano il gruppo delle Geriatriche Quattro e sistemano No Name in un macchinario per acquisire i suoi poteri, da aggiungere ai loro, per la verità assurdi e inutili (Zorga è una "nana mannara" mentre Rady è in grado di diventare una radiografia vivente). Ovviamente No Name non ha alcun potere se non l'obesità, e così le quattro finiscono sconfitte, anche se una nuova pianta inizia a germogliare...

### N°2: Westerngate(2000)
No Name viene contattato dal Presidente degli Stati Uniti per uccidere Il Presidente, un anziano psicopatico che a forza di uccisioni ha creato uno stato dal nulla, Presidentown, e ha intenzione di estenderlo su tutta la superficie degli Stati Uniti. La copertura iniziale fallisce, e No Name si ritrova costretto a sfidare Il Presidente in un tipico duello western uno contro uno. Ad aiutare l'inetto zombi giapponese ci saranno lo spirito di Bradipo Scaltro, un anziano pellerossa (che No Name stesso ha ucciso!), esperto nella vendita di amuleti e altri gadget, e Miranda de Pedra, proprietaria di un sexy shop nonché futura moglie del Presidente e presunta esperta di armi. Il giorno del duello arriva e No Name perde immediatamente a causa della sua incapacità, ma data la sua condizione di morto vivente non può restare al tappeto a lungo. Nonostante ciò, No Name non riesce comunque a sconfiggere Il Presidente e il vero presidente USA (che si scopre essere il nipote del criminale), che stava seguendo tutta la situazione grazie a una serie di microspie e telecamere nascoste, decide a malincuore di utilizzare la "Soluzione K", citata per tutto il corso dell'albo, per uccidere Il Presidente. Si scopre che la soluzione K in realtà è la soluzione JFK, ovvero l'uccisione del Presidente John Fitzgerald Kennedy mediante un cecchino nascosto appostato in cima a un edificio.

### N°3: Tefkas o morte(2002)
Stavolta No Name si allea con un altro non-morto, il gangster irlandese Shane McMurphy. McMurphy ha ottenuto il successo con l'omonima catena di fast food, che serve carne di elfo, o più precisamente di spriggan. Gli spriggan sono delle creature della mitologia irlandese che in questo numero si comportano esattamente come i gangster degli anni trenta. McMurphy ha iniziato raccogliendo i cadaveri degli spriggan rimasti a terra dopo le sparatorie, per poi organizzare delle finte agenzie di scafisti che con il pretesto di trovare lavoro agli elfi disoccupati li massacrava allo scopo di stare al passo con la domanda sempre crescente dei suoi ristoranti. Ma Tefkas, il capo degli spriggan, giunge a Chicago e, dopo aver pranzato in un McMurphy, scopre con orrore che uno dei panini è stato fatto con sua madre. Tefkas scatena orde di Spriggan che prendono il controllo della città, e per rappresaglia i membri di tutte le mafie di Chicago uccidono McMurphy.
Il piano di McMurphy è semplice: utilizzare No Name come killer per eliminare Tefkas grazie all'acqua salata, l'unica sostanza che può eliminare uno spriggan. Dopo un primo tentativo fallito a causa dell'idiozia dello zombi giapponese, si presenta una seconda occasione: eliminare Tefkas nel corso del suo matrimonio con Miranda De Pedra (ritornata dal precedente albo). Il matrimonio avrebbe l'effetto di cancellare lo status di extracomunitari degli spriggan e rendere legale la loro dominazione della città, per cui va evitato a tutti i costi.
No Name riesce quasi a eliminare Tefkas, ma ecco un altro colpo di scena: "Tefkas" in realtà è un elfo zingaro di nome Vilenik che ha ucciso il vero Tefkas prendendone il posto. No Name uccide (seppur involontariamente) Vilenik e riceve le congratulazioni dai capi di tutte le mafie, presenti al matrimonio. No Name diventa un boss mafioso ma ingenuamente rivela che il piano è stata una trovata di Shane McMurphy. Nel finale, McMurphy viene eliminato per la seconda volta e No Name torna beato al suo cimitero.

### N°4: Maciste contro tutti(2004)
No Name viene riesumato e utilizzato come protagonista di un film peplum dal bizzarro regista Anthony M. Thunder, ovvero Antonio Sansolini (probabile riferimento al vero regista Antonio Margheriti, che si faceva chiamare "Anthony M. Dawson", autore di numerosi film di genere soprattutto negli anni 60-70). Nel film, girato abusivamente a Cinecittà con l'aiuto dell'ex moglie di Sansolini, No Name ha la parte di Maciste, come da titolo (il titolo dell'albo si riferisce infatti al titolo del film), e passa una disavventura dopo l'altra fino a quando non incontra Irma, la figlia maggiore di Sansolini. Costei è colpita da un trauma causatole dal padre che le promise un'esistenza nel dorato mondo del cinema e da allora vede tutti quelli che le stanno attorno con le sembianze di divi di Hollywood. Irma si innamora di No Name, ma il figlio minore del regista, Faustino, è in realtà figlio di Satana e quando si sta per girare la scena dell'evocazione del demonio il bambino evoca veramente Satana e No Name finisce all'inferno. L'Inferno è disegnato da Oskar a imitazione delle celebri incisioni di Gustave Doré per la Divina Commedia, in chiave un po' più comica.
No Name riesce a scappare dall'Inferno (che si trova convenientemente sotto la crosta terrestre), ma riemerge solo per scoprire una triste verità: Irma si è innamorata di un carabiniere e totalmente dimenticata di lui (che ora percepisce con l'aspetto di Ollio e Yoda!). No Name va fuori di sé, usa Faustino e la mamma come utensili per riaprire il passaggio e ridiscendere all'inferno per sfidare Satana. Dopo un'epica battaglia, No Name uccide Satana e prende il suo posto come reggitore dell'inferno.